# Ширингуши
Ширингуши (мокш. Ширенгужа) — село в Зубово-Полянском районе Мордовии. Расположено в 28 км к югу от Зубовой Поляны.
В 1726 году в селе Ширингуши братьями Миляковыми была основа парусная фабрика. Для работы на фабрике было куплено 600 крепостных крестьян, которые, однако, не хотели работать на этой фабрике и постоянно с неё бежали. В результате запустить фабрику удалось лишь в 1732 году. Фабрика многократно переходила из рук в руки и к началу XIX века оказалась разорённой. В 1815 году её купил тамбовский купец И. А. Суворов и перепрофилировал в суконную. Выпускалось, в основном, солдатское сукно. Во второй половине XIX века фабрика несколько раз прерывала свою работу из-за финансовых трудностей. В 1905 году на фабрике произошла забастовка рабочих. В 1918 году фабрика была национализирована. В 1928 году Ширингуши получили статус посёлка городского типа. В послевоенные годы на пике своего развития суконная фабрика имела около 1,5 тыс. рабочих. При этом фабрика, как и прежде, выпускала шинельное сукно для нужд армии. Годовое производство достигало 2 млн погонных метров ткани. В конце 1980-х годов фабрика была технически переоснащена. В 2004 году Ширингуши стали сельским населённым пунктом. В результате экономического кризиса в 2000-е годы Ширингушская фабрика была ликвидирована, а её оборудование вывезено.
Расположено на р. Вад и Ширка, в 30 км от районного центра и железнодорожной станции Зубова Поляна. Название-характеристика: от м. шире «сторона, берег, окраина» и кужа «поляна». Основано не позднее конца 17 в. В 1726 г. в Ширингушах была открыта суконная фабрика. По данным 1862 г., Ширингуши — деревня владельческая из 57 дворов (707 чел.) Спасского уезда; имелись Никольская церковь (1804), водяная мельница, позднее при фабрике была открыта больница. В 1937—1959 гг. Ширингуши — центр Ширингушского района.
В современных Ширингушах — лесничество, школа-интернат, средняя и музыкальная школы, амбулатория, 2 библиотеки, клуб, предприятия торговли, отделение связи; памятник воинам, погибшим в годы Великой Отечественной войны; памятники производственной архитектуры; Михаило-Архангельская церковь. Возле посёлка — Ширингушская стоянка. Уроженцы Ширингушей — митрополит Антоний, генерал-лейтенант внутренней службы СССР А. А. Климовский, учёный Н. Г. Тактаров, художник И. И. Сновальников, кандидат исторических наук В. М. Чугунова. С Ширингушами связаны жизнь и деятельность педагога В. А. Цибезова. В Ширингушскую поселковую администрацию входит пос. Ольховый.

## Население
| 1959  | 1970  | 1979  | 1989  | 2002  | 2010  | 2012  |
| ----- | ----- | ----- | ----- | ----- | ----- | ----- |
| 4390  | ↗4951 | ↘3962 | ↘3145 | ↘2424 | ↘2100 | ↘2028 |
| 2013  | 2014  | 2015  | 2016  | 2017  | 2018  | 2019  |
| ↘2005 | ↘1937 | ↘1935 | ↘1884 | ↘1851 | ↗1933 | ↘1924 |
| 2020  | 2021  |       |       |       |       |       |
| ↘1841 | ↗1884 |       |       |       |       |       |